# Gonçalo Guedes
Gonçalo Manuel Ganchinho Guedes, född 29 november 1996, är en portugisisk fotbollsspelare som spelar för Villarreal, på lån från Wolverhampton Wanderers. Han representerar även Portugals landslag.

## Klubbkarriär
Den 30 augusti 2018 värvades Guedes av Valencia, där han skrev på ett sexårskontrakt.
Den 8 augusti 2022 värvades Guedes av Wolverhampton Wanderers, där han skrev på ett femårskontrakt. Den 20 januari 2023 återvände Guedes till Benfica på ett låneavtal över resten av säsongen 2022/2023. Den 29 augusti 2023 förlängdes låneavtalet över säsongen 2023/2024. Den 19 januari 2024 lånades han istället ut till spanska Villarreal på ett låneavtal över resten av säsongen.